# Demografía de Senegal
Senegal, Oficialmente Republica de Senegal, según la revisión de 2018 de World Population Review tenía una población total de 16 302 789 en mayo de 2018, en comparación con solo 2 416 000 en 1950. La proporción de niños menores de 15 años en 2017 era del 41,5 %, entre 15 y 54 años de edad. La edad fue del 31,1%, mientras que la edad de 55 años o más fue del 6,9%.

## Religión

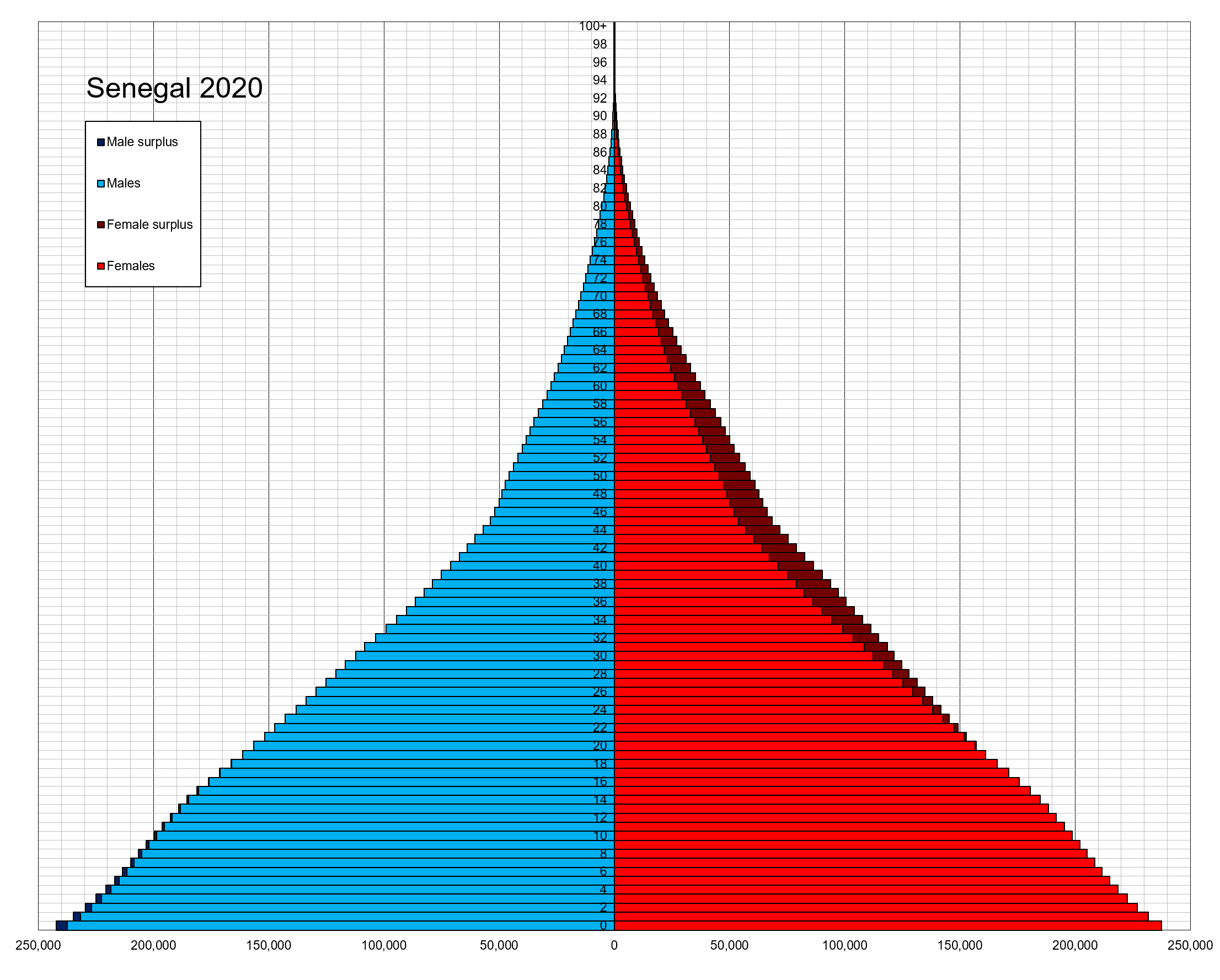
Pirámide de población de Senegal en 2020.

En Senegal, el 99,83 es creyente, siendo el Islam la más extendida con el 93,89% de la población.